# Обратная сторона Луны
Обра́тная сторона́ Луны́ — часть лунной поверхности, которая не видна с Земли.

## Описание

Прохождение Луны на фоне Земли (видна лишь обратная сторона Луны). Снимки получены 16 июля 2015 года спутником DSCOVR с расстояния 1,6 млн км от Земли (то есть дальше, чем Луна).

Из-за того, что период вращения вокруг Земли и период вращения вокруг своей оси у Луны очень близки, с Земли можно наблюдать только одно полушарие Луны. Причина этой синхронизации — взаимодействие приливных сил со стороны Земли с неоднородностями распределения массы в оболочке Луны.

## Либрации

Лунные либрации

Вращение Луны вокруг оси и вокруг Земли совпадают не совсем точно: вокруг Земли Луна обращается с переменной угловой скоростью вследствие эксцентриситета лунной орбиты (второй закон Кеплера) — вблизи перигея движется быстрее, вблизи апогея медленнее. Однако вращение Луны вокруг собственной оси равномерно. Это позволяет увидеть с Земли западный и восточный края обратной стороны Луны. Это явление называется оптической либрацией по долготе. Есть и оптическая либрация по широте: ось вращения Луны не точно перпендикулярна плоскости её орбиты, поэтому раз в месяц с Земли видно северный и (через полмесяца) южный край обратной стороны. Совокупность этих явлений позволяет наблюдать около 59 % лунной поверхности.
Также существует физическая либрация, обусловленная колебанием спутника вокруг положения равновесия в связи со смещением центра тяжести ядра, а также в связи с действием приливных сил со стороны Земли. Эта физическая либрация имеет величину 0,02° по долготе с периодом 1 год и 0,04° по широте с периодом 6 лет.

## Исследования

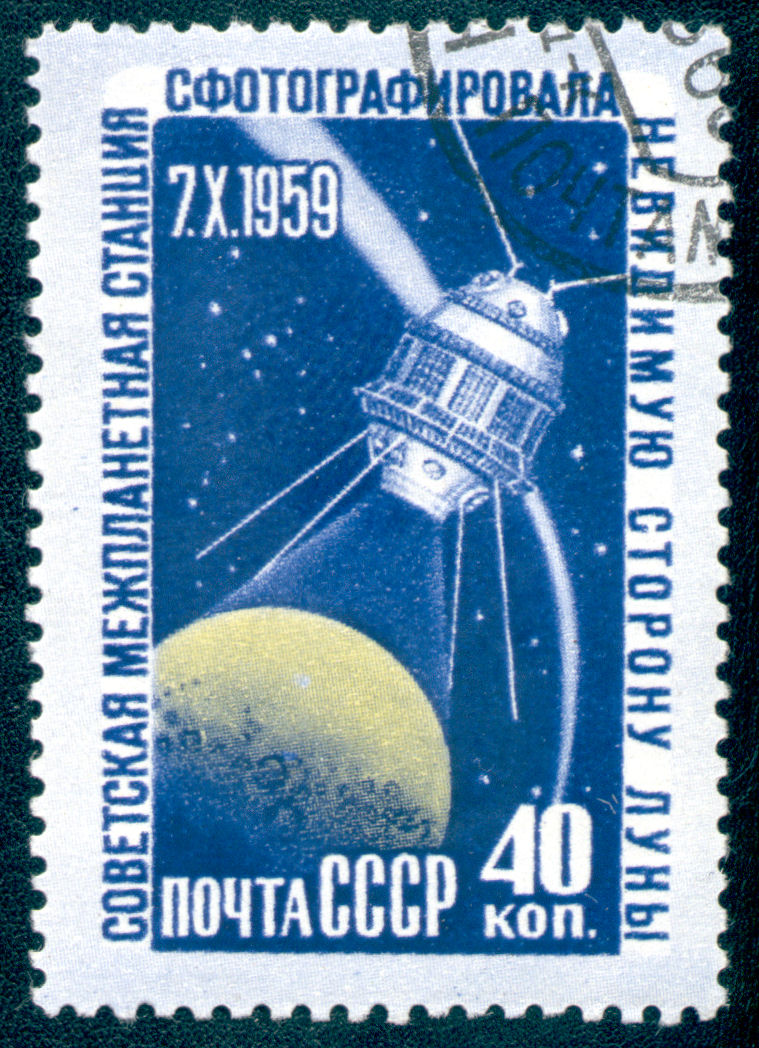
Почтовая марка СССР, посвященная фотографированию обратной стороны Луны

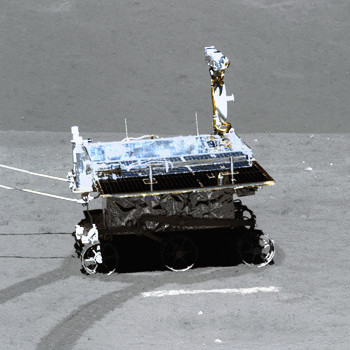
«Юйту-2» — первый луноход на обратной стороне Луны

Впервые обратная сторона Луны была сфотографирована советской АМС «Луна-3» 7 октября 1959 года. Приём сигнала осуществляли в Симеизской обсерватории в Крыму. В массовой печати впервые изображение обратной стороны Луны, полученное АМС «Луна-3», появилось 27 октября 1959 года, оно было опубликовано в газете «Правда» и в других советских изданиях.
Материалы съёмок, переданные на Землю, были направлены для изучения в три астрономических учреждения СССР: Главную астрономическую обсерваторию в Пулково, Астрономическую обсерваторию Харьковского университета и Государственный астрономический институт им. П. К. Штернберга МГУ. В Москве в работах вскоре принял участие также Центральный научно-исследовательский институт геодезии, аэросъёмки и картографии (ЦНИИГАиК).
На основании полученных материалов была подготовлена первая карта обратной стороны Луны, содержавшая сотни деталей поверхности, выявленных по их отражательным характеристикам. Полный каталог этих образований вошёл в «Атлас обратной стороны Луны» (1960 год). Вслед за этим совместно с институтом им. Штернберга и ЦНИИГАиК был подготовлен первый глобус Луны с изображением 2/3 поверхности обратного, невидимого с Земли, полушария.
Названия сфотографированных «Луной-3» деталей поверхности обратной стороны Луны были официально утверждены Международным астрономическим союзом 22 августа 1961 года.
В 1965 году обратную сторону Луны фотографировала советская АМС «Зонд-3». Всего съёмками «Луны-3» и «Зонда-3» было охвачено 95 % поверхности Луны:35.
В 1968 году американские астронавты пролетали над обратной стороной Луны на борту космического корабля «Аполлон-8».
В 2012 году американские астрономы сообщили об обнаружении на обратной стороне Луны нескольких маленьких грабенов (глубина одного из них — лишь около метра). Судя по тому, что они, несмотря на такой размер, сохранились до сих пор (а также по отсутствию на них крупных молодых кратеров), их возраст не превышает 50 млн лет. Это свидетельствует о том, что слабые тектонические процессы продолжались на Луне в совсем недавнем геологическом прошлом, хотя крупномасштабные прекратились более миллиарда лет назад.
В 2019 году китайский аппарат «Чанъэ-4» стал первым космическим аппаратом, севшим на обратную сторону Луны. 3 января 2019 года луноход «Юйту-2» съехал с посадочного модуля «Чанъэ-4» по наклонной рампе и начал исследование поверхности.
В 2024 году китайская миссия «Чанъэ-6» впервые в истории доставила на Землю образцы грунта с обратной стороны Луны.

## Особенности рельефа
На обратной стороне находится самый большой кратер Луны — бассейн Южный полюс — Эйткен.
Главное отличие обратной стороны Луны от видимой с Земли — малое количество морей, что связывают с большей толщиной коры. Здесь находятся лишь два больших моря — Море Москвы и Море Мечты, но есть множество мелких морских участков, большинство из которых расположены в бассейне Южный полюс — Эйткен. Так, в нём находится озеро Забвения, а за его пределами — Озеро Удовольствия и озеро Одиночества. Остальные морские участки обратной стороны Луны названий не получили.
Рядом с некоторыми крупными кратерами — Менделеев, Грегори, Дзевульский, Артамонов, Курчатов, Лейшнер, Сомнер, Майкельсон, Лукреций есть цепочки кратеров, названные по их именам.

## Галерея

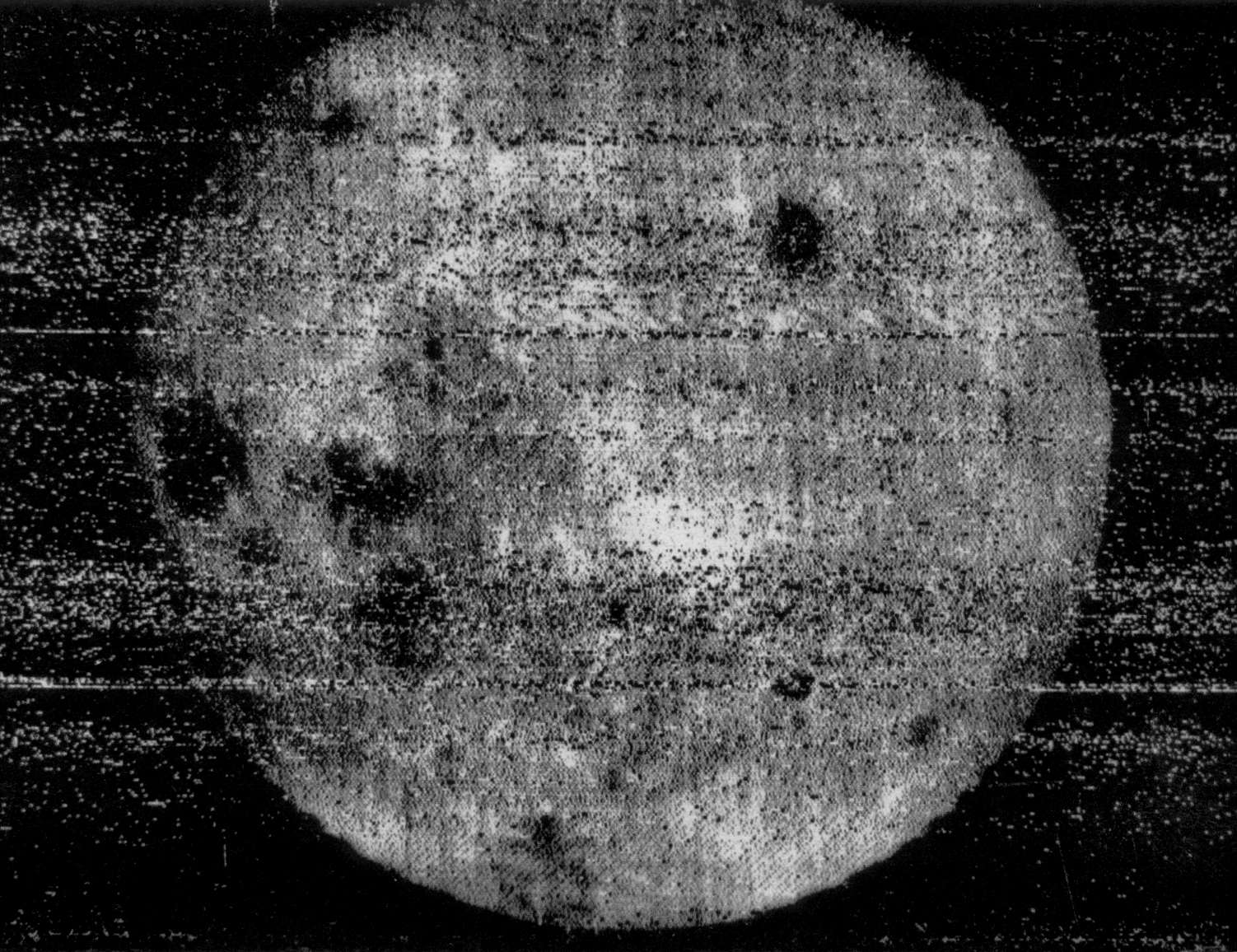
Первый в истории снимок обратной стороны Луны («Луна-3», 1959)
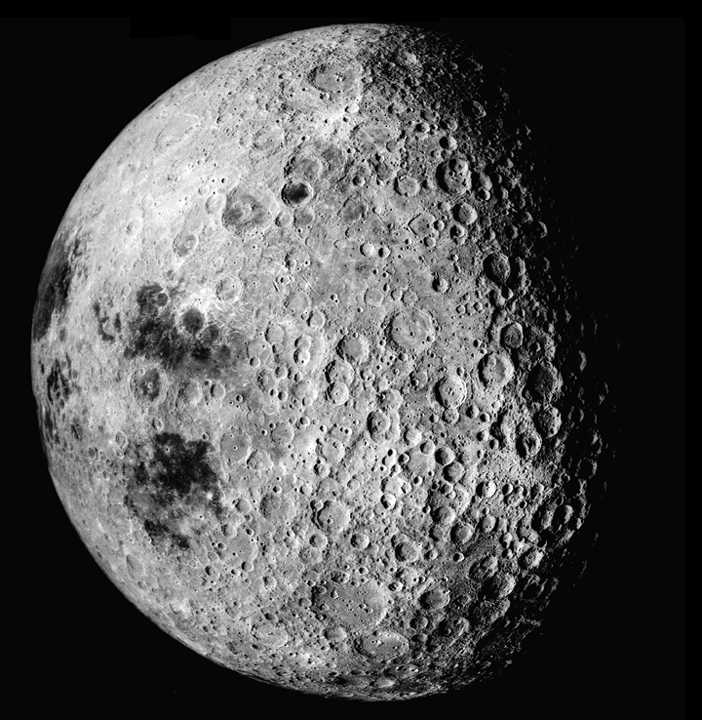
Обратная сторона Луны (слева видно часть видимой). Хорошо виден рельеф (фото «Аполлона-16», 1972)
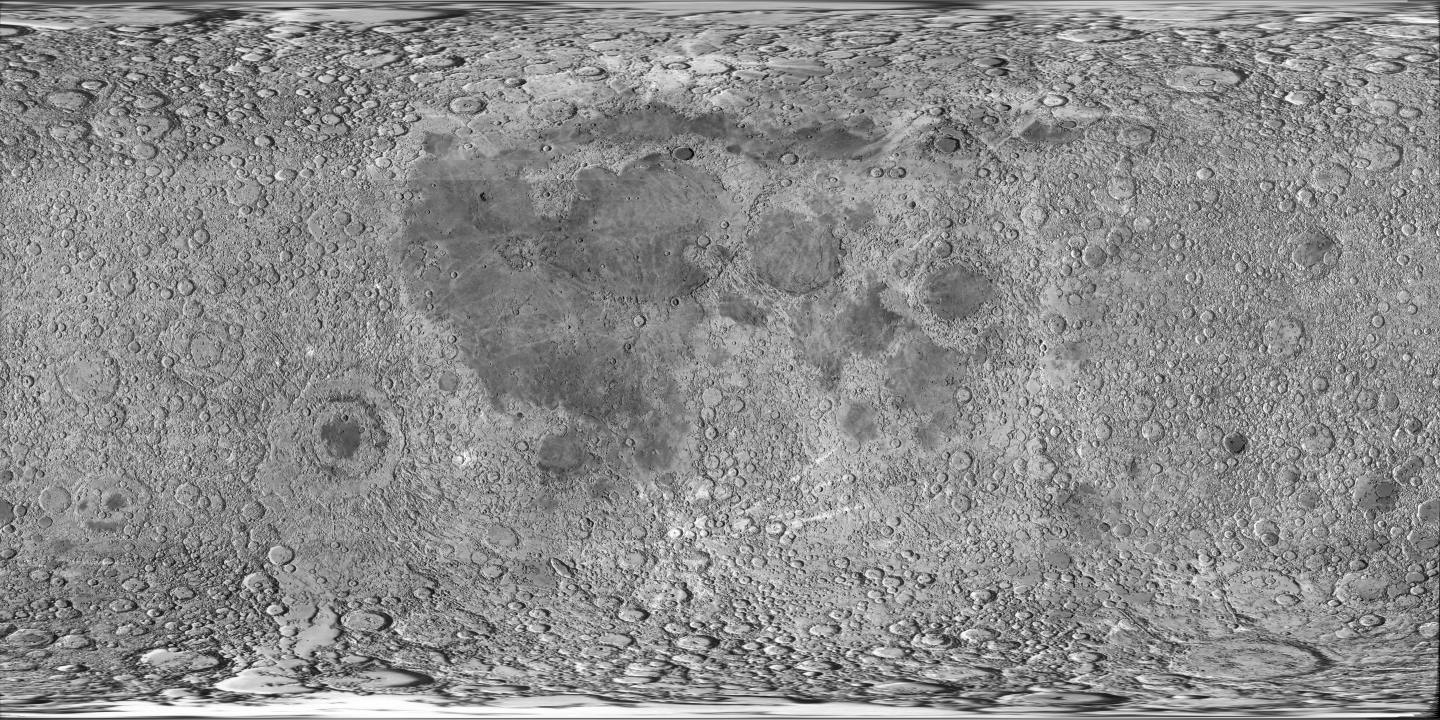
Карта обратной стороны Луны, составленная по данным Clementine, 1994
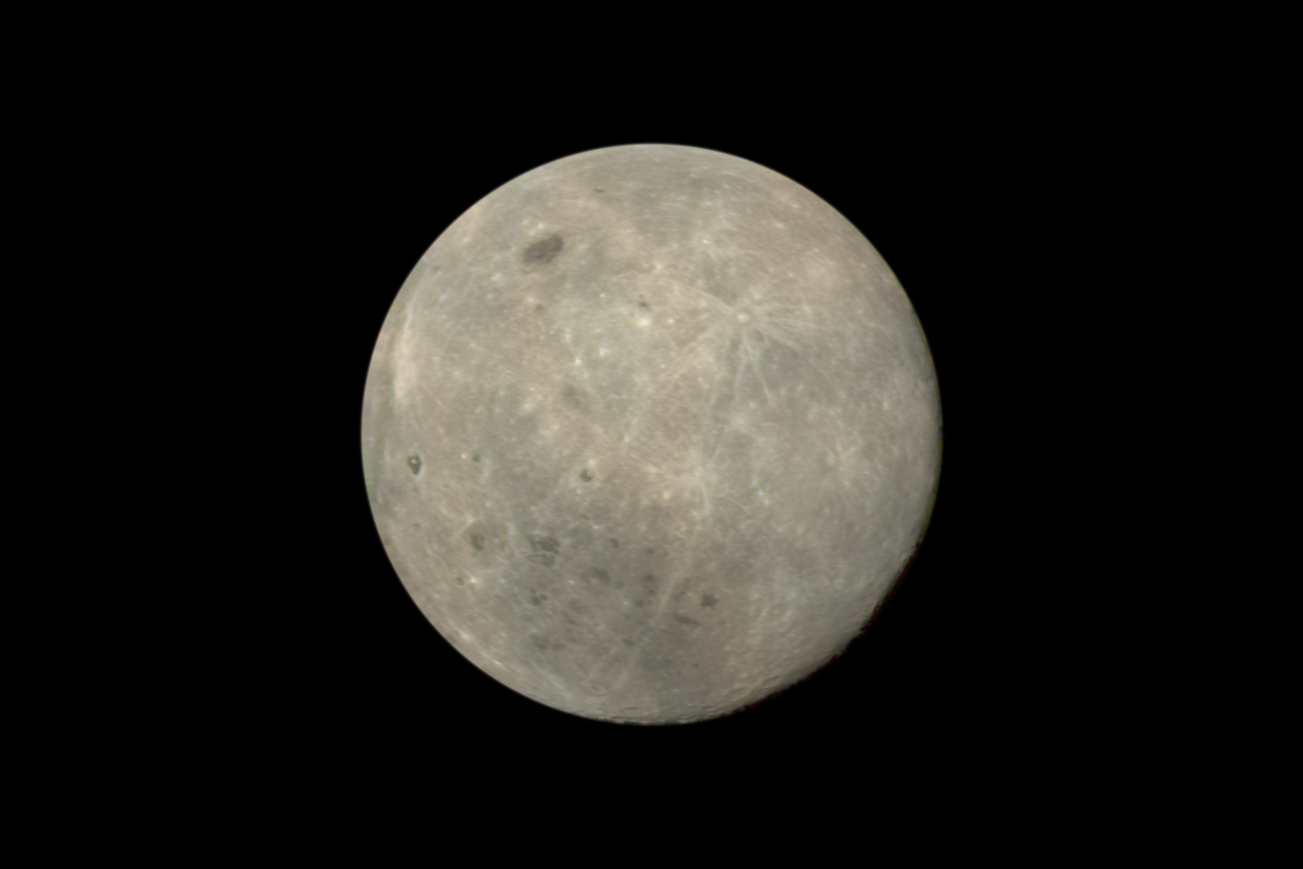
Обратная сторона Луны, снимок DSCOVR, 2015